# Saint-Jean-de-Boiseau
Saint-Jean-de-Boiseau település Franciaországban, Loire-Atlantique megyében. Lakosainak száma 6024 fő (2022. január 1.). Saint-Jean-de-Boiseau Brains, Couëron, Indre, La Montagne és Le Pellerin községekkel határos.

## Népesség
A település népessége az elmúlt években az alábbi módon változott:
| Lakosok száma | 2615 | 3627 | 4120 | 4698 | 5449 | 5566 | 5827 | 5987 | 5970 | 6024 |
|               | 1968 | 1982 | 1990 | 2006 | 2013 | 2015 | 2017 | 2019 | 2020 | 2022 |